# Château de Hiroshima
Le château de Hiroshima (広島城, Hiroshima-jō) parfois appelé château de la Carpe (鯉城, Ri-jō) est un château japonais à Hiroshima au Japon. C'était le siège du daimyō (chef féodal) du fief Han d'Hiroshima. Construit originellement en 1590, le château fut entièrement détruit par la bombe atomique de 1945. Il fut reconstruit en 1958 et sert de musée de l'histoire d'Hiroshima avant la Seconde Guerre mondiale.

## Histoire
Mōri Terumoto, l'un des cinq régents du conseil de Toyotomi Hideyoshi, construit le château en 1589 sur le delta du fleuve Ōta. La ville d'Hiroshima n'existait alors pas encore. Cette région s'appelait Gokamura, qui signifiait « cinq villages ». À partir de 1591, Mori gouverne neuf provinces depuis ce château. Depuis la fin du XIXe siècle, ces provinces correspondent à peu près aux préfectures de Shimane, Yamaguchi, Tottori, Okayama et Hiroshima.
Quand la construction du château commença, Gokamura fut renommé « Hiroshima » qui signifie littéralement « grande île » (de hiroi, « grande » et shima, « île ») faisant référence à l'une des îles du delta de l'Ōta sur laquelle fut bâti le château. Une étymologie probablement populaire prétend que le nom  « Hiroshima » viendrait de « Hiro » issu de Ōe no Hiromoto, un ancêtre de la famille Mori, et Shima issu de Fukushima Motonaga qui aida Mori Terumoto à choisir l'endroit pour la construction de l'édifice.
Après la bataille de Sekigahara en 1600, Mori fut forcé de quitter le lieu et de se retirer à Hagi dans l'actuelle préfecture de Yamaguchi. Fukushima Masanori devint le seigneur des provinces d'Aki et de Bingo (actuellement préfecture de Hiroshima). Cependant, le nouveau shogun interdit toute construction de château sans la permission du gouvernement d'Edo ; c'est en partie comment le shogunat empêchait le daimyō de gagner en pouvoir et permettre de renverser le shogunat. Quand Fukushima répara le château à la suite d'une inondation en 1619, il fut expédié à Kawanakajima dans l'actuelle préfecture de Nagano. Asano Nagaakira devint alors le seigneur du château.
De 1619 et jusqu'à l'abolition du système féodal Han pendant la restauration Meiji (1869), la famille Asano fut les seigneurs des provinces d'Aki et de Bingo.
Après la restauration de Meiji, le château fut utilisé militairement et le quartier général de l'armée impériale s'y installa durant la guerre sino-japonaise de 1894 à 1895. Les fondations de bâtiments annexes au quartier général restent visibles à quelques centaines de pas de la tour principale.
Le château fut détruit par le bombardement atomique d'Hiroshima, le 6 août 1945. La tour actuelle, reconstruite en grande partie en béton, fut terminée en 1958.
L’intérieur de la tour principale du château sera fermé au public à partir du 22 mars 2026 pour cause de détérioration et de non conformité aux normes parasismiques modernes, il n’y a pas encore de décision prise quant à son futur.

### Lesdaimyōd'Hiroshima
1. Mōri Terumoto (1591-1600)* ; 1 120 000 koku
2. Fukushima Masanori (1600-1619) ; 498 223 koku
3. Asano Nagaakira (1619-1632) ; 426 500 koku**
4. Asano Mitsuakira (1632-1672)
5. Asano Tsunaakira (1672-1673)
6. Asano Tsunanaga (1673-1708)
7. Asano Yoshinaga (1708-1752)
8. Asano Munetsune (1752-1763)
9. Asano Shigeakira (1763-1799)
10. Asano Narikata (1799-1830)
11. Asano Naritaka (1831-1858)
12. Asano Yoshiteru (1858-1858)
13. Asano Nagamichi (1858-1869)
14. Asano Nagakoto (1869-1869)

- Les années correspondent aux années passées dans le château et non aux dates de sa naissance et de sa mort.
  - Le koku n'évolua plus après Asano Nagaakira et resta à 426 500 koku.

## Structure

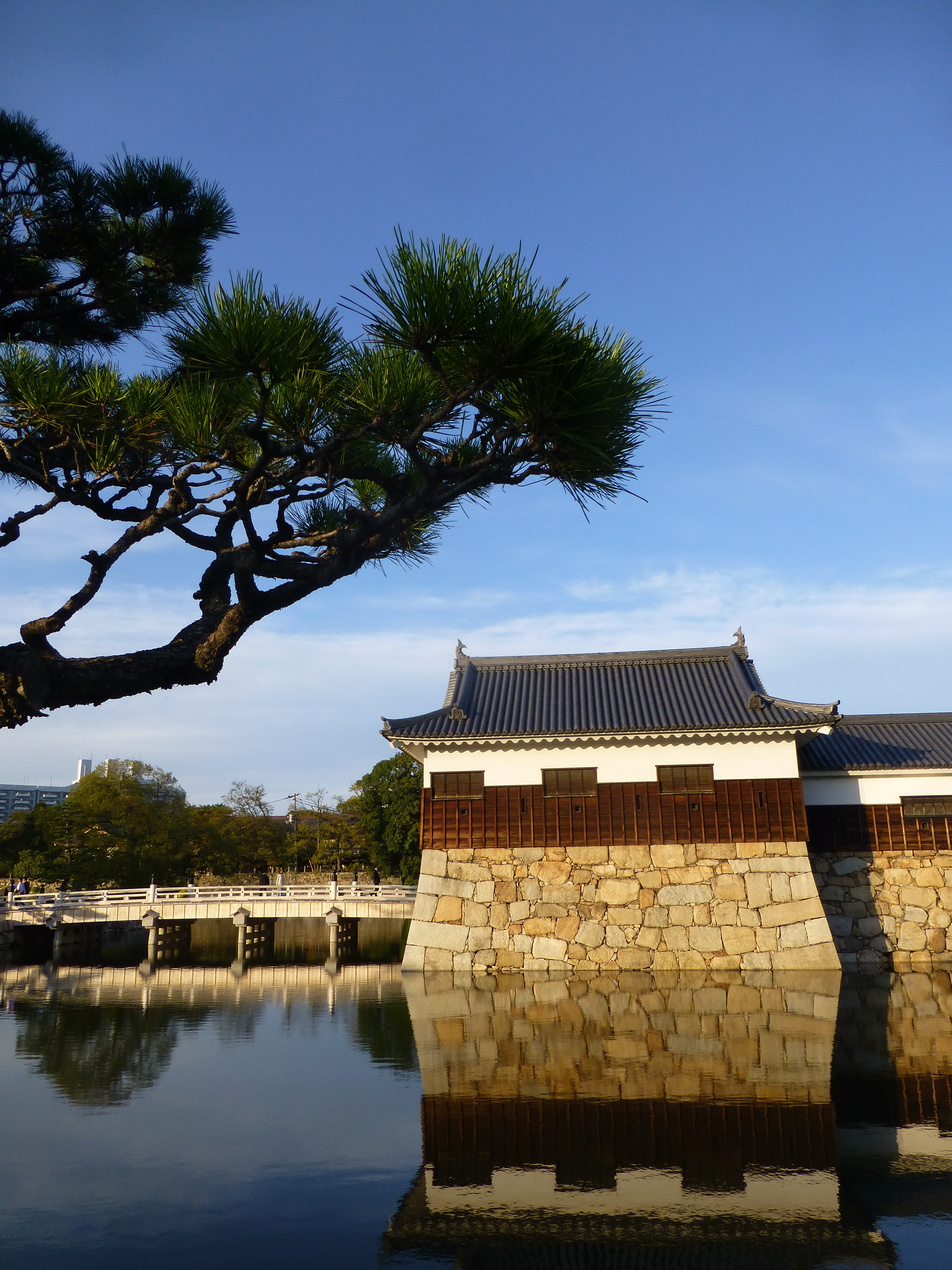
Entrée et douve du château

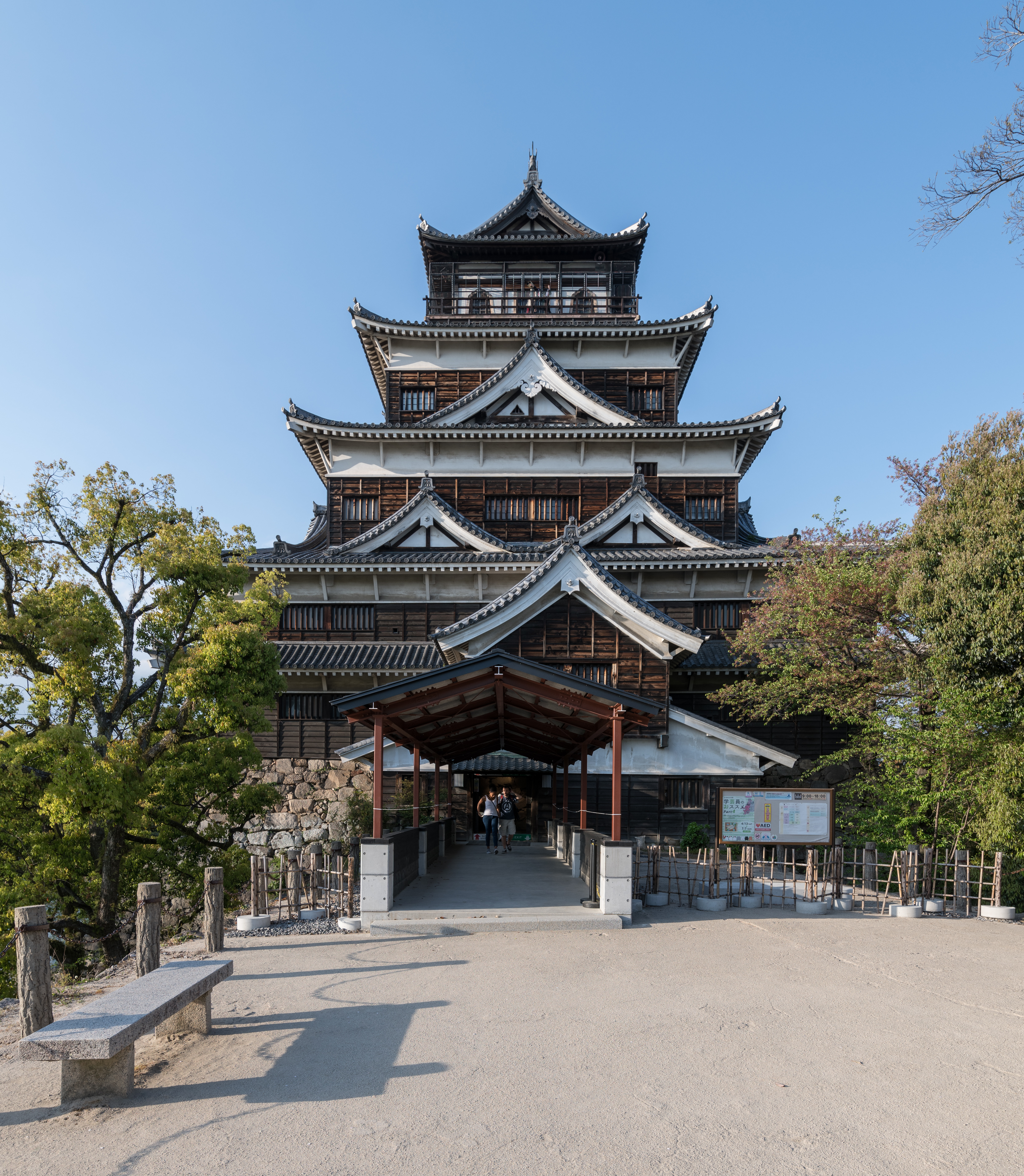
Tour du château d'Hiroshima.

Le château fut à l'origine construit en bois, principalement du pin. Il fut terminé entre 1592 et 1599, et désigné trésor national en 1931. Le château reconstruit comporte uniquement la tour principale (honmaru), qui est faite principalement de béton armé. Ses 5 étages mesurent 26,6 m, il repose sur une fondation en pierre mesurant 12,4 m.
Excellent exemple d'hirajiro ou château de plaine, le château d'Hiroshima était protégé par le passé par trois fossés concentriques en plus du fleuve à l'ouest, qui fournissait une barrière naturelle supplémentaire. Les deux fossés extérieurs furent comblés à la fin du XIXe et au début du XXe siècle, et une grande partie de ce qui était le pourtour du château est actuellement une zone urbaine comprenant des maisons, des écoles, des bureaux et des magasins. Un certain nombre d'annexes du château, de tours et de tourelles s'y trouvaient. Le sanctuaire Hiroshima Gokoku-jinja est situé dans le fossé le plus proche du château.